# Sibley’s Harvard Graduates
Sibley's Harvard Graduates ist der Titel eines biographischen Nachschlagewerkes, das die Absolventen der Harvard University erfasst. Seit 1873 sind bislang 18 Bände erschienen (Stand: 2012), in denen alle Alumni der Abschlussjahrgänge bis zum Jahr 1774 verzeichnet sind.
Die ersten drei Bände veröffentlichte John Langdon Sibley, der Chefbibliothekar der Universität, zwischen 1873 und 1885. Nach seinem Tod ruhte das Projekt über Jahrzehnte, bis Clifford K. Shipton in den 1920er Jahren mit der Arbeit an weiteren Bänden begann, bis 1975 kompilierte er 14 weitere Bände. Nach Cliftons Tod erschien nach einer Pause von 24 Jahren der 18. und bislang letzte Band. Die Massachusetts Historical Society, bei der die Reihe erscheint, bezeichnet die Reihe auf ihrer Website als fortlaufend.

## Übersicht über alle Bände
Bei den ersten drei Bänden, deren Urheberrecht abgelaufen ist, sind Digitalisate des Internet Archive verlinkt.
Erste Folge: Biographical Sketches of Graduates of Harvard University, in Cambridge, Massachusetts
- I: 1642–1658. Kompiliert von John Langdon Sibley. Charles William Sever, Cambridge 1873.
- II: 1659–1677. Kompiliert von John Langdon Sibley. Charles William Sever, Cambridge 1881.
- III: 1678–1689. Kompliliert von John Langdon Sibley. Charles William Sever, Cambridge 1885.

Zweite Folge: Sibley's Harvard Graduates
- IV: 1690–1700. Kompiliert von Clifford K. Shipton. Massachusetts Historical Society, Boston 1933.
- V: 1701–1712. Kompiliert von Clifford K. Shipton. Massachusetts Historical Society, Boston 1937.
- VI: 1701–1712. Kompiliert von Clifford K. Shipton. Massachusetts Historical Society, Boston 1942.
- VII: 1713–1721. Kompiliert von Clifford K. Shipton. Massachusetts Historical Society, Boston 1945.
- VIII: 1722–1725. Kompiliert von Clifford K. Shipton. Massachusetts Historical Society, Boston 1951.
- IX: 1726–1730. Kompiliert von Clifford K. Shipton. Massachusetts Historical Society, Boston 1956.
- X: 1731–1735. Kompiliert von Clifford K. Shipton. Massachusetts Historical Society, Boston 1958.
- XI: 1736–1740. Kompiliert von Clifford K. Shipton. Massachusetts Historical Society, Boston 1960.
- XII: 1741–1745. Kompiliert von Clifford K. Shipton. Massachusetts Historical Society, Boston 1962.
- XIII: 1746–1750. Kompiliert von Clifford K. Shipton. Massachusetts Historical Society, Boston 1965.
- XIV:  1751–1755. Kompiliert von Clifford K. Shipton. Massachusetts Historical Society, Boston 1968.
- XV: 1756–1760. Kompiliert von Clifford K. Shipton. Massachusetts Historical Society, Boston 1970.
- XVI: 1761–1763. Kompiliert von Clifford K. Shipton. Massachusetts Historical Society, Boston 1972.
- XVII: 1764–1767. Kompiliert von Clifford K. Shipton. Massachusetts Historical Society, Boston 1975.
- XVIII: 1772–1774. Kompiliert von Conrad Edick Wright und Edward W. Hanson. Massachusetts Historical Society, Boston 1999.